# Skoki do wody na Letnich Igrzyskach Olimpijskich 2008 – wieża 10 m synchronicznie kobiet
Konkurs skoków do wody z wieży 10 m kobiet synchronicznie podczas Letnich Igrzysk Olimpijskich 2008 rozegrany został 12 sierpnia. Zawody rozgrywane były w Pływalni Olimpijskiej.

## Format
Każda para wykonuje 5 skoków które są oceniane przez 9 sędziów z których 4 ocenia zawodników a pięciu ocenia synchronizację skoków.
Do końcowej oceny brane są pod uwagę środkowe oceny każdego z zawodników oraz trzy środkowe oceny synchronizacji. Z pięciu ocen wyliczana jest średnia, która mnożona jest przez 3 a następnie mnożona przez współczynnik trudności.

## Terminarz
Czas w Pekinie (UTC+08:00)
| Data             | Godzina | Runda |
| ---------------- | ------- | ----- |
| 12 sierpnia 2008 | 14:30   | Finał |

## Wyniki
| Pozycja | Zawodniczki                                               | Finał  | Finał  | Finał  | Finał  | Finał  | Suma punktów |
| Pozycja | Zawodniczki                                               | Skok 1 | Skok 2 | Skok 3 | Skok 4 | Skok 5 | Suma punktów |
| ------- | --------------------------------------------------------- | ------ | ------ | ------ | ------ | ------ | ------------ |
| złoto   | Chiny · Wang Xin · Chen Ruolin                            | 55,80  | 55,20  | 79,20  | 82,56  | 90,78  | 363,54       |
| srebro  | Australia · Briony Cole · Melissa Wu                      | 51,00  | 53,40  | 72,00  | 71,04  | 87,72  | 335,16       |
| brąz    | Meksyk · Paola Espinosa · Tatiana Ortiz                   | 46,80  | 48,60  | 77,75  | 73,26  | 83,64  | 330,06       |
| 4.      | Niemcy · Annett Gamm · Nora Subschinski                   | 50,40  | 49,80  | 69,12  | 60,39  | 80,58  | 310,29       |
| 5.      | Stany Zjednoczone · Mary Beth Dunnichay · Haley Ishimatsu | 51,00  | 51,00  | 60,30  | 66,24  | 80,58  | 309,12       |
| 6.      | Korea Północna · Choe Kum-hui · Kim Un-hyang              | 53,40  | 51,60  | 61,20  | 63,36  | 78,54  | 308,10       |
| 7.      | Kanada · Meaghan Benfeito · Roseline Filion               | 51,00  | 51,60  | 67,50  | 62,37  | 73,44  | 305,91       |
| 8.      | Wielka Brytania · Tonia Couch · Stacie Powell             | 51,00  | 48,60  | 66,60  | 63,84  | 73,44  | 303,48       |